# 赵述岛
赵述岛（英语：Tree Island），是西沙群島中宣德群岛内的一个岛，1947年为纪念明代赵述奉命出使三佛齐而命名为“赵述岛”，俗称“树岛、暗岛、船暗岛”。

## 地形

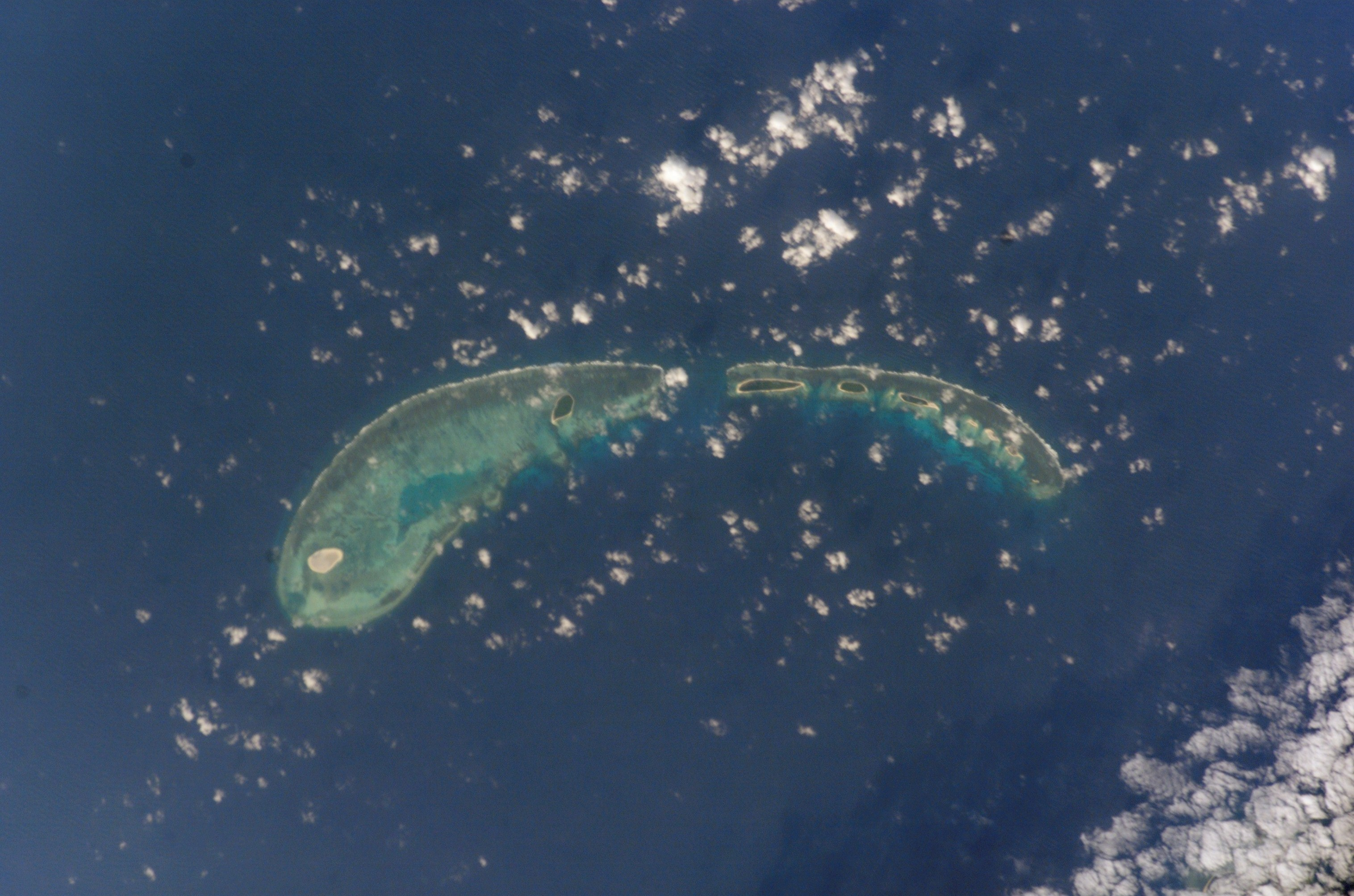
赵述岛所在的七连屿，中间是赵述门

赵述岛与西沙洲同位于一个礁盘上，并同周围一串岛礁、沙洲合称为“七连屿”，距永兴岛约5至10海里。
该岛面积约0.22平方公里，海拔4米，原本大致呈椭圆形状，岛西端在东北季风影响下发育了一条沙嘴，岛上遍布植物。2017年左右這裡被圍起來填海開始建造建築，新增了光電與風力發電設施，還有直升機停機坪與港口也出現了。
赵述岛有明、清古庙遗迹，建有灯塔、瓦房和海南渔民在岛上长期和季节性留居而建的积蓄天然雨水的水池，还设有中国边防警察警务碑。岛上设有中国漁民村委會，归属海南省三沙市七连屿管理委员会赵述社区管辖。
赵述门是把七连屿礁盘分成两块的水道，位于赵述岛东侧，宽约1260米，最浅处只有4米，深处不足10米，一般300吨船可通过。环礁内湖水深为58米，外海水深在100米以上，故门内水流甚急。
根据中国政府1996年发布的关于领海范围的声明，赵述岛有三个中国领海基点：
1. 赵述岛（1）北纬16°59.9' 东经112°14.7'
2. 赵述岛（2）北纬16°59.7' 东经112°15.6'
3. 赵述岛（3）北纬16°59.4' 东经112°16.6'